# Nord-Ubangi
Nord-Ubangi är en provins i Kongo-Kinshasa, som bildades ur den tidigare provinsen Équateur enligt planer i konstitutionen 2006, genomförda 2015. Huvudstad är Gbadolite och officiellt språk lingala. Provinsen har omkring 1,5 miljoner invånare på en yta av 56 644 km².
Nord-Ubangi delas administrativt in i territorierna Businga, Bosobolo, Mobayi-Mbongo och Yakoma samt staden Gbadolite. Det har fått namn efter Ubangifloden.